# Ernesto Razzino
Ernesto Razzino (ur. 16 czerwca 1961 w Münsterlingen) – włoski zapaśnik w stylu klasycznym. Trzykrotny olimpijczyk. Odpadł w eliminacjach w Los Angeles 1984, Seulu 1988 i Barcelonie 1992. Startował w kategorii 82 kg.
Czwarty w mistrzostwach świata w 1991. Szósty w mistrzostwach Europy w 1986, 1987 i 1992. Złoty medal na igrzyskach śródziemnomorskich w 1987. Mistrz świata juniorów w 1981 roku.